# Dominion Energy
Dominion Energy — американская энергетическая компания, занимающаяся электроснабжением в Виргинии и Северной Каролине, а также газоснабжением в Западной Виргинии, Огайо, Пенсильвании и восточной части Северной Каролины.

## История
История компании началась с учреждения в 1781 году Генеральной ассамблеей Виргинии попечителей Апоматтокса, которые занимались развитием судоходства на реке Аппоматтокс. В 1795 году попечителями была основана Upper Appomattox Company, которая в 1888 году построила на реке несколько гидроэлектростанций. А 1909 году была основана компания Virginia Railway and Power (VR&P), которая приобрела эти электростанции, её основателем был Фрэнк Джей Гулд, сын известного финансиста Джейсона Гулда. Помимо ГЭС компания также владела городскими железными дорогами в столице штата Виргиния Ричмонде, включая первую в США трамвайную линию. В последующие годы VR&P купила несколько других транспортных, электрических и газовых компаний, но в 1925 году сама стала объектом поглощения со стороны нью-йоркской компании Stone & Webster; название было изменено на Virginia Electric and Power Company (Vepco). Компания вновь стала самостоятельной в 1947 году, к этому времени все транспортные активы были проданы, а количество клиентов электроснабжения выросло до 450 тыс. В начале 1960-х годов Vepco одной из первых в США начала заниматься атомной энергетикой, была разработана программа полного перехода на АЭС, которая, однако, в 1980-х годах была сокращена, из 4 электростанций 2 остались недостроенными.
В 1983 году была создана холдинговая компания Dominion Resources, Inc., в которую вошла Vepco, а также новые компании Dominion Capital (управление инвестициями) и Dominion Lands (управление недвижимостью). В марте 2000 года была куплена компания Consolidated Natural Gas; она базировалась в Питтсбурге и снабжала газом клиентов в 5 штатах. В 2016 году была куплена компания Questar Corporation (газоснабжение в штате Юта), а в 2019 году — SCANA (электро- и газоснабжение в Южной Каролине).

## Деятельность
Компания обслуживает около 7 млн клиентов в 15 штатах. Её генерирующие мощности составляют 31 ГВт, из них ТЭС на природном газе — 41 %, ТЭС на угле — 18 %, АЭС — 16 %, ГЭС — 10 %, ТЭС на нефти — 7 %, солнечные электростанции — 2 %. Электросеть состоит из 17,5 тыс. км линий электропередач и 130 тыс. км электрораспределительных линий. Газораспределительная сеть имеет протяжённость 154 тыс. км.
Подразделения по состоянию на 2022 год:
- Dominion Energy Virginia — производство, передача и распределение электроэнергии в штатах Виргиния и Северная Каролина; 2,7 млн клиентов, 56 % выручки.
- Gas Distribution — снабжение газом 3 млн клиентов в штатах Огайо, Северная Каролина, Юта, Вайоминг и Айдахо, 19 % выручки.
- Dominion Energy South Carolina — электро- и газоснабжение в Южной Каролине; 800 тыс. клиентов, 19 % аыручки.
- Contracted Assets — 50-процентная доля в АЭС Милстоун (Коннектикут), доли в проектах в сферах солнечной энергетики и сжиженного газа, 5 % выручки.

В списке крупнейших публичных компаний в мире Forbes Global 2000 за 2022 год Dominion Energy заняла 290-е место. В списке крупнейших компаний США по размеру выручки Fortune 500 заняла 257-е место.

## Электростанции
Компания владеет электростанциями разных видов через дочернюю компанию Dominion Generation. Установленная мощность электростанций компании составляет 27,5 ГВт.

### Атомные электростанции

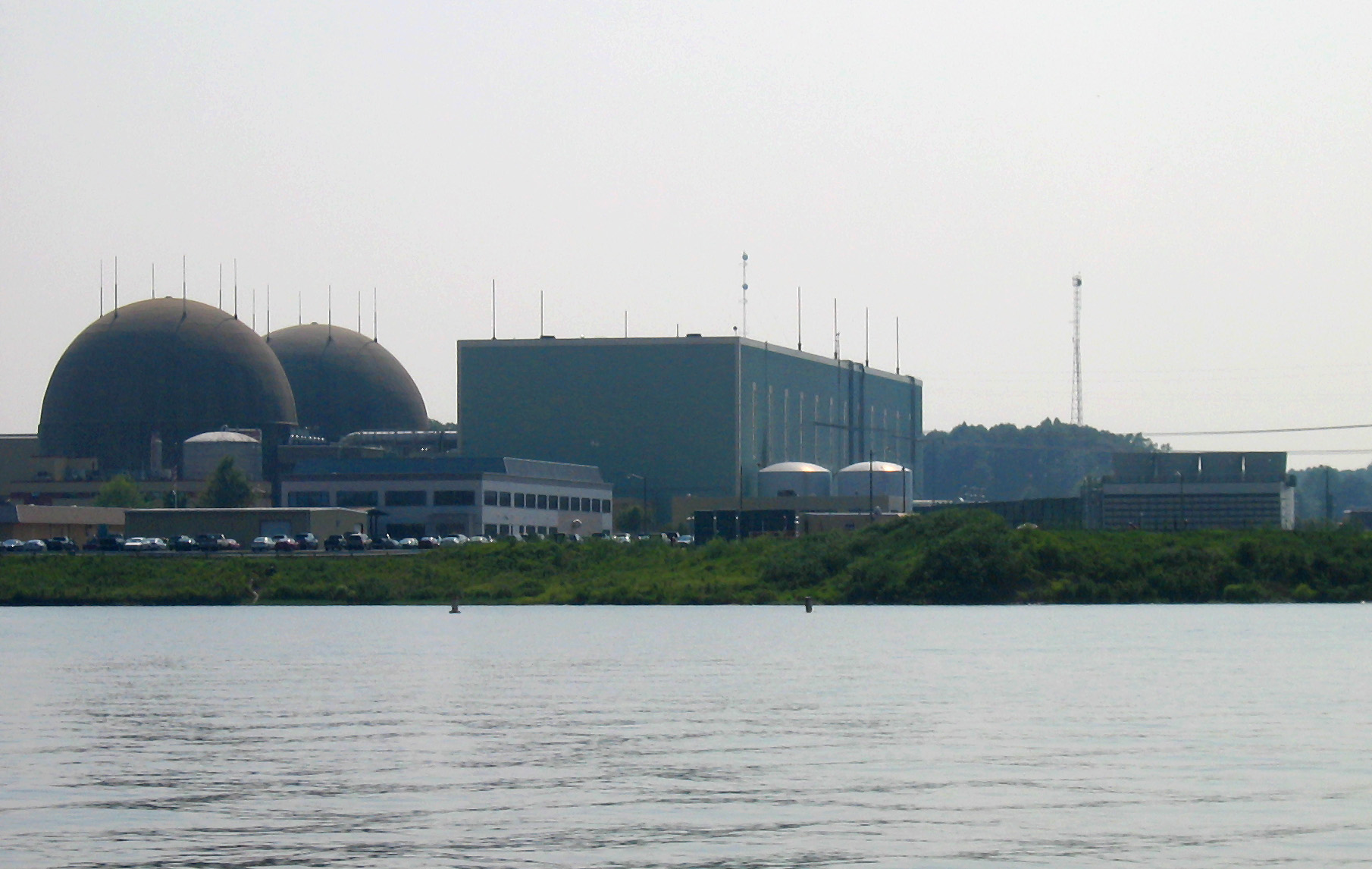
Атомная электростанция «Норт-Анна» (Майнерал, Виргиния)

Компания является оператором четырёх атомных электростанций:
- Кевони (закрыта в 2013)[9] (Висконсин)
- Миллстоун (Коннектикут)
- Норт-Анна (Виргиния)
- Саррей (Виргиния)